# أحمد الفرج
أحمد الفرج (25 سبتمبر 1958 -)، ممثل كويتي.

## عنه
كانت بدايته خلال مسرح الطفل عام 1988 بأدوار صغيرة، عمل في أعمال فنية عديدة بمشاركة الممثل طارق العلي واشتهر بالأدوار الكوميدية وكوميديا الموقف، وهو متزوج وله عدد من الأبناء منهم يوسف.

## أعماله

### من المسلسلات
- زواج إلا ربع 2022
- مدينة الرياح.
- بو مرزوق.
- الملقوفة.
- محطة جاكليت - سهرة تلفزيونية.
- قاصد خير.
- شحيت ومحيت.
- دلق سهيل.
- أنتي طالق - سهرة تلفزيونية.
- سوق المقاصيص.
- اضحك والا ابكي.
- ان فات الفوت.
- الرحى.
- عيال الفقر.
- صج حظوظ.
- فضة قلبها أبيض.
- أم البنات.
- طول بالك.
- جدر الوالدة
- الفلتة.
- حريم عنزروت.
- عيني عينك.
- قرمش.
- خالي وصل.
- خطر معهم .

### من المسرحيات
- عنتر المفلتر
- انتخبوا ام علي
- الكوره المدورة
- العصابة.
- هالو بانكوك.
- لولاكي.
- ابطال السلاحف.
- لولاكي 2.
- على قشر موز.
- بشت المدير.
- فضيحة.
- الشرطية الحسناء.
- الخواف.
- دندنه
- بو سارة في العمارة.
- بخيت وبخيتة.
- شالية بنيدر.
- لولاكي 3.
- بسنا فلوس.
- المشكلجي
- قلب للبيع
- الطار مقلوب
- بشويش 2
- عنبر9

## روابط خارجية
- أحمد الفرج على موقع قاعدة بيانات الأفلام العربية